# Viane
 Viana  (en francés Viane, en occitano Viana) es una población y comuna francesa, ubicada en la región de Occitania, departamento de Tarn, en el distrito de Castres y cantón de Lacaune.

## Demografía
| 2 030                     | 1 716 | 1 806 | 1 883 | 2 388 | 2 357 | 2 274 | 2 255 | 2 119 | 2 146 | 2 138 | 2 177 | 2 187 | 2 074 | 2 109 | 2 064 | 2 097 | 1 917 | 1 906 | 1 798 | 1 593 | 1 450 | 1 430 | 1 381 | 1 347 | 1 162 | 1 124 | 1 046 | 885 | 817 | 624 | 582 | 613 |
| (Fuente: INSEE y Cassini) |       |       |       |       |       |       |       |       |       |       |       |       |       |       |       |       |       |       |       |       |       |       |       |       |       |       |       |     |     |     |     |     |